# Observatório de Rádio da Universidade de Erciyes
O Observatório de Astronomia e Ciência Espacial Centro de Pesquisa Aplicada da Universidade de Erciyes, conhecido como: Observatório de Rádio da Universidade de Erciyes (em turco: Erciyes Üniversitesi Astronomi ve Uzay Bilimleri Gözlemevi Uygulama ve Araştırma Merkezi, abreviado: UZAYBİMER) é um observatório de radioastronomia operado pelo Departamento de Astronomia e Ciências Espaciais da Faculdade de Ciências da Universidade de Erciyes. O observatório está situado no campus da universidade em Melikgazi, Kayseri, no centro da Turquia.
O primeiro radiotelescópio do observatório possui uma antena parabólica de 2 metros (6,6 pé) de diâmetro, que foi doado pelo Centro de Pesquisa de Marmara (MAM) do Conselho de Pesquisa Científica e Tecnológica da Turquia (TÜBİTAK). O rádiotelescópio, então chamado de MRT-2, foi inicialmente comprado pelo Instituto de Radioastronomia em Carcóvia, na Ucrânia, e contou com a ajuda financeira da Organização das Nações Unidas para o Desenvolvimento Industrial em 1996. Construído para funcionar na faixa de radiofrequência de 85-115 GHz, e foi destinado à aquisição de dados de monóxido de carbono na Via Láctea. Em 1997, o telescópio tornou-se inoperável, e os técnicos ucranianos não estavam disponíveis para sua reparação. Após algumas tentativas mal sucedidas de consertar o radiotelescópio no local, o mesmo foi entregue em 2000 à Universidade de Erciyes, onde sua reabilitação foi realizada entre 2001 a 2002.
Os próximos radiotelescópios possuem duas antenas parabólicas de 5 metros (16 pé) de diâmetro (ERT-5), que foram doadas pela filial local da Türk Telekom em 2000. Eles fazem parte de um projeto que constrói um interferômetro astronômico. Os radiotelescópios operam nas frequências de 4,5, 11 e 20 GHz. Além disso, uma antena de 3 metros (9,8 pé) de diâmetro também está localizada no local.
Outros radiotelescópios instalados no observatório são uma antena de 12,8 metros (42 pé) e um radar em forma de cúpula de 22 metros (72 pé), ambos doados pela Organização do Tratado do Atlântico Norte SATCOM.